# Day & Nightdriving
Day & Nightdriving är rockgruppen Seven Mary Threes sjunde album, utgivet 19 februari 2008.

## Låtförteckning
1. "Last Kiss" – 3:58
2. "Laughing Out Loud" – 3:19
3. "Was a Ghost" – 3:46
4. "Dreaming Against Me" – 3:04
5. "Hammer & a Stone" – 4:13
6. "Break the Spell" – 3:59
7. "You Think Too Much" – 3:45
8. "Strangely at Home Here" – 3:46
9. "She Wants Results" – 3:57
10. "Upside Down" – 3:55
11. "Dead Days in the Kitchen" – 3:53
12. "Things I Stole" – 2:52